# Archibald L. Linn
Archibald Ladley Linn (* 15. Oktober 1802 in New York City; † 10. Oktober 1857 in Schenectady, New York) war ein US-amerikanischer Jurist und Politiker. Zwischen 1841 und 1843 vertrat er den Bundesstaat New York im US-Repräsentantenhaus.

## Werdegang
Archibald Ladley Linn wurde Anfang des 19. Jahrhunderts in New York City geboren. 1820 machte er seinen Abschluss am Union College in Schenectady. Er studierte Jura. Nach dem Erhalt seiner Zulassung als Anwalt begann er in Schenectady zu praktizieren. Er heiratete am 31. Januar 1825 Mary Teneyck McClelland. Am 17. Januar 1840 wurde er Bezirksrichter im Schenectady County – eine Stellung, die er bis zum 9. Februar 1845 innehatte.
Politisch gehörte er der Whig Party an. Bei den Kongresswahlen des Jahres 1840 für den 27. Kongress wurde er im elften Wahlbezirk von New York in das US-Repräsentantenhaus in Washington, D.C. gewählt, wo er am 4. März 1841 die Nachfolge von Nicholas B. Doe antrat. Er schied nach dem 3. März 1841 aus dem Kongress aus. Als Kongressabgeordneter hatte er den Vorsitz über das Committee on Public Expenditures.
1844 saß er in der New York State Assembly. Er verstarb am 10. Oktober 1857 in Schenectady und wurde dann dort auf dem St Josephs Cemetery beigesetzt.